# Лукін Сергій Георгійович
Сергій Георгійович Лукін (21 вересня 1894, місто Москва, Російська Імперія — 2 вересня 1948,  Москва, СРСР) — радянський державний діяч, народний комісар легкої промисловості СРСР, народний комісар легкої промисловості РРФСР. Член Центральної Ревізійної Комісії ВКП(б) у 1939—1948 роках. Депутат Верховної Ради СРСР 2-го скликання.

## Життєпис
Народився в родині робітника.
З 1910 року працював на фабриці «Трёхгорная мануфактура» в Москві: учень слюсаря, слюсар з ремонту ткацьких верстатів (1910—1913), кресляр відділу палива (1913—1915). У 1912 році закінчив технічне училище при фабриці «Трёхгорная мануфактура».
У 1915—1917 роках служив у російській імператорській армії, рядовий, потім прапорщик. Учасник Першої світової війни.
У 1917—1918 роках — технік по паливу на фабриці «Трёхгорная мануфактура» в Москві.
У 1918—1919 роках служив у Червоній армії: командир взводу, помічник командира роти.
У 1919—1922 роках — помічник завідувача відділу палива на фабриці «Трёхгорная мануфактура» в Москві.
У 1922—1925 роках — помічник завідувача відділу палива і відділу постачання Краснопресненського бавовняного тресту міста Москви.
Член РКП(б) з 1925 року.
У 1925—1928 роках — помічник директора, заступник директора фабрики «Ярцевская мануфактура» в Смоленській губернії.
У 1928—1929 роках — заступник директора фабрики «Трёхгорная мануфактура» в Москві.
У 1929—1930 роках — директор текстильної фабрики імені Жовтневої революції в Москві.
У 1930—1937 роках — директор Дєдовської прядильно-ткацької фабрики Московської області.
У листопаді 1937 — січні 1939 року — народний комісар легкої промисловості Російської РФСР.
2 січня 1939 — 4 червня 1947 року — народний комісар (з 19 березня 1946 року — міністр) легкої промисловості СРСР.
4 червня 1947 — 2 вересня 1948 року — заступник міністра легкої промисловості СРСР.
Помер 2 вересня 1948 року після тривалої і важкої хвороби в Москві. Похований на Новодівочому цвинтарі Москви.

## Нагороди
- три ордени Леніна (20.07.1940, 1944, .09.1945)
- медалі